# 譚煜麟
谭煜麟（1905年—1963年），中華民國陸軍少將，黄埔军校第一期毕业。原籍福建龙溪，生于广东番禺。其父谭泰谦亦从军但早亡，家境贫穷。
谭煜麟於番禺县公立高等小学校及县立初级中学肄业，陆军大学正则班第十期、庐山军官训练团第二期毕业。1924年春由粤军团长张国森及叶剑英保荐投考黄埔军校，同年5月入黄埔军校第一期第四队学习，毕业后任军校入伍生队区队长，国民革命军第四军留守处警卫连长。1931年起任第一集团军独立四师一团三营少校营长，中央军校学员总队中校大队副，中央宪兵第四团三营中校营长，广东宪兵训练所上校教育长，宪兵第九团少将团长。抗日战争爆发后，任第四师少将参谋长。1938年11月任第二十九军少将参谋长。1943年任第一战区第三十一集团军参谋长。1944年任第七十八军副军长。1945年任第四十二师师长。1947年任淞沪警备司令部少将参谋长。1948年9月授陆军少将。1949年5月任广州卫戍总司令部参谋长。同年夏到台湾。